# نوریکو
نوریکو (انگلیسی: Noreco) شرکت نفت و گاز نروژی است، که در سال ۲۰۰۵ تأسیس شد.